# Carlos Mayo
Carlos Mayo Nieto – hiszpański lekkoatleta specjalizujący się w biegach długodystansowych.
W 2015 roku zajął trzecie miejsce podczas Młodzieżowych Mistrzostw Europy w biegu na 5000 metrów. Dwa lata później, w 2017 roku, zdobył złoty medal na dystansie 10 000 metrów oraz brąz na 5000 m. Tego samego roku na Drużynowych Mistrzostwach Europy zajął trzecie miejsce w biegu na 3000 metrów, zdobywając dla reprezentacji 9 punktów, która zawody ukończyła na piątej pozycji. W 2021 roku zadebiutował na igrzyskach olimpijskich, gdzie zajął 13. miejsce w biegu na 10 000 metrów.

## Osiągnięcia
| Rok  | Impreza                                   | Miejsce         | Konkurencja          | Pozycja     | Wynik    |
| ---- | ----------------------------------------- | --------------- | -------------------- | ----------- | -------- |
| 2014 | Mistrzostwa świata juniorów               | Eugene          | bieg na 5000 m       | 14. miejsce | 14:19,22 |
| 2014 | Mistrzostwa świata juniorów               | Eugene          | bieg na 10 000 m     | 10. miejsce | 29:52,31 |
| 2015 | Młodzieżowe mistrzostwa Europy            | Tallinn         | bieg na 5000 m       | 3. miejsce  | 13:55,19 |
| 2016 | Mistrzostwa Europy                        | Amsterdam       | bieg na 5000 m       | 14. miejsce | 13:58,22 |
| 2017 | Halowe mistrzostwa Europy                 | Belgrad         | bieg na 3000 m       | 8. miejsce  | 8:06,15  |
| 2017 | Drużynowe mistrzostwa Europy              | Lille           | bieg na 3000 m       | 3. miejsce  | 7:58,97  |
| 2017 | Młodzieżowe mistrzostwa Europy            | Bydgoszcz       | bieg na 10 000 m     | 1. miejsce  | 29:28,06 |
| 2017 | Młodzieżowe mistrzostwa Europy            | Bydgoszcz       | bieg na 5000 m       | 3. miejsce  | 14:15,07 |
| 2019 | Mistrzostwa Europy w biegach przełajowych | Lizbona         | bieg seniorów        | 13. miejsce | 31:05    |
| 2019 | Mistrzostwa Europy w biegach przełajowych | Lizbona         | drużyna seniorów     | 3. miejsce  |          |
| 2021 | Drużynowe mistrzostwa Europy              | Chorzów         | bieg na 5000 m       | 3. miejsce  | 13:18,15 |
| 2021 | Igrzyska olimpijskie                      | Tokio           | bieg na 10 000 m     | 7. miejsce  | 28:04,71 |
| 2021 | Mistrzostwa Europy w biegach przełajowych | Dublin          | bieg seniorów        | 11. miejsce | 30:51    |
| 2021 | Mistrzostwa Europy w biegach przełajowych | Dublin          | drużyna seniorów     | 2. miejsce  |          |
| 2022 | Mistrzostwa świata                        | Eugene          | bieg na 10 000 m     | 13. miejsce | 27:50,61 |
| 2022 | Mistrzostwa Europy w biegach przełajowych | Turyn           | bieg seniorów        | 17. miejsce | 30:27    |
| 2022 | Mistrzostwa Europy w biegach przełajowych | Turyn           | drużyna seniorów     | 3. miejsce  |          |
| 2024 | Mistrzostwa Europy                        | Rzym            | półmaraton           | 14. miejsce | 1:02:12  |
| 2024 | Mistrzostwa Europy                        | Rzym            | półmaraton drużynowo | 4. miejsce  | 3:06:44  |
| 2025 | Mistrzostwa Europy w biegach ulicznych    | Bruksela/Leuven | półmaraton           | 8. miejsce  | 1:02:30  |
| 2025 | Mistrzostwa Europy w biegach ulicznych    | Bruksela/Leuven | półmaraton drużynowo | 2. miejsce  | 3:07:30  |

## Rekordy
Stadion
- Bieg na 1500 metrów – 3:36,44 (1 lipca 2021, Barcelona)
- Bieg na 3000 metrów – 7:48,29 (8 maja 2021, Ibiza)
- Bieg na 5000 metrów – 13:18,15 (29 maja 2021, Chorzów)
- Bieg na 10 000 metrów – 27:25,00 (5 czerwca 2021, Birmingham)

Hala
- Bieg na 1500 metrów – 3:49,01 (21 lutego 2016, San Sebastián)
- Bieg na 3000 metrów – 7:45,54 (8 lutego 2021, Barcelona)